# Glasgow-i repülőtér
A Glasgow-i repülőtér (IATA: GLA, ICAO: EGPF) Skócia egyik nemzetközi repülőtere, amely Glasgow közelében található. Éves utasforgalma 6 516 029 fő (2022).

## Futópályák
A repülőtér futópályái:
- 05/23 (2665 m, 46 m, aszfalt)

## Forgalom
Az utasforgalom az elmúlt években az alábbi módon változott:
| Utasok száma | 741 394 | 1 387 210 | 1 763 295 | 2 279 091 | 3 698 607 | 5 419 565 | 7 768 573 | 8 135 260 | 8 714 307 | 6 516 029 |
|              | 1961    | 1968      | 1975      | 1981      | 1988      | 1995      | 2002      | 2008      | 2015      | 2022      |

## Legforgalmasabb viszonylatok
| Helyezés | Repülőtér             | Összes utas | Változás 2017 / 18 |
| -------- | --------------------- | ----------- | ------------------ |
| 1        | London–Heathrow       | 911,191     | 0.2%               |
| 2        | London–Gatwick        | 620,383     | 0.3%               |
| 3        | Dublin                | 494,340     | 0.3%               |
| 4        | Dubai–International   | 455,037     | 2.6%               |
| 5        | London–Stansted       | 432,349     | 18.0%              |
| 6        | Amszterdam            | 418,067     | 6.7%               |
| 7        | Bristol               | 312,051     | 1.6%               |
| 8        | Alicante              | 296,363     | 9.1%               |
| 9        | Belfast–International | 291,253     | 11.6%              |
| 10       | London–Luton          | 243,728     | 3.8%               |
| 11       | Birmingham            | 234,522     | 5.8%               |
| 12       | Málaga                | 231,524     | 8.9%               |
| 13       | London–City           | 230,223     | 0.4%               |
| 14       | Tenerife–South        | 226,515     | 14.2%              |
| 15       | Palma de Mallorca     | 206,673     | 11.5%              |
| 16       | Southampton           | 186,325     | 5.8%               |
| 17       | Berlin–Schönefeld     | 179,862     | 13.3%              |
| 18       | Lanzarote             | 158,155     | 12.7%              |
| 19       | Belfast–City          | 148,985     | 8.9%               |
| 20       | Toronto-Pearson       | 137,736     | 8.5%               |